# ثمانمائة فرسخ على الأمازون
ثمانمائة فرسخ على الأمازون (بالفرنسية: La Jangada - Huit Cents lieues sur l'Amazone) هي رواية من تأليف الروائي جول فيرن صدرت عام 1881.